# Exeter International Airport

i7
i11
i13
Der Exeter International Airport (IATA-Code: EXT, ICAO-Code: EGTE) liegt in der Nähe der Stadt Exeter, im Distrikt East Devon. Er wurde 1938 als Zivilflughafen eröffnet, jedoch im Zweiten Weltkrieg von der Royal Air Force vollständig in Beschlag genommen. Heute wird der Flughafen ausschließlich für den Zivilflugverkehr genutzt. Im Rekordjahr 2007 wurden hier mehr als 1.000.000 Passagiere abgefertigt. Flybe war die größte Fluggesellschaft vor Ort und unterhielt am Flughafen Exeter auch eine Basis.

## Geschichte
Die steigenden Luftverkehrszahlen in Europa führten Anfang der 1930er Jahre zu etlichen Neubauten von zivilen Flughäfen. Auch in Exeter wurde, mit der finanziellen Hilfe einiger Lords, mit dem Bau einer Landebahn begonnen, so dass am 10. Mai 1937 ein erstes Flugzeug testweise landen konnte. Der Flughafen wurde schließlich am 31. Mai 1937 mit einem provisorischen Terminal eröffnet und ab Juni folgten dann erste Passagierflüge. Kurz nach der Eröffnung waren bereits Jersey Airways mit Flügen auf die Kanalinseln und die Railway Air Services mit Flügen nach Plymouth und Cardiff in  Exeter aktiv. Zum 1. Juni 1937 verleasten die Bauherren, die Gemeinden und einige Investoren, den neuen Flughafen an die neu gegründete Exeter Airport Ltd. für einen Zeitraum von 21 Jahren. Obwohl der Flughafen bereits in Betrieb war, folgte die Betriebslizenz für kommerzielle Flüge erst am 9. September 1937, die offizielle Eröffnung erfolgte sogar erst am  20. Juli 1938, durch den Luftfahrtsminister Sir Kingsley Wood. Zum Zeitpunkt des offiziellen Eröffnungstermines war das provisorische Fluggastgebäude durch den richtigen Bau ersetzt worden. Im Jahr 1938 zählte man am Flughafen 379 Passagiere.
Mit dem Ausbruch des Zweiten Weltkrieges wurde der Flughafen wegen seiner strategisch guten Lage für Angriffe auf Deutschland und von Deutschland besetzte Nachbarstaaten durch die Royal Air Force übernommen und alle Zivilflüge zum Sommer 1939 eingestellt. RAF Exeter, so die neue Bezeichnung, wurde in Folge ausschließlich als Militärflugplatz der Royal Air Force genutzt, die den Flughafen stark ausbaute. So wurden zum Beispiel die Start- und Landebahn erweitert sowie weitere Start- und Landebahnen und Hangars errichtet. Am Flughafen hatte man etliche Geschwader stationiert, darunter einige der polnischen Luftwaffe.

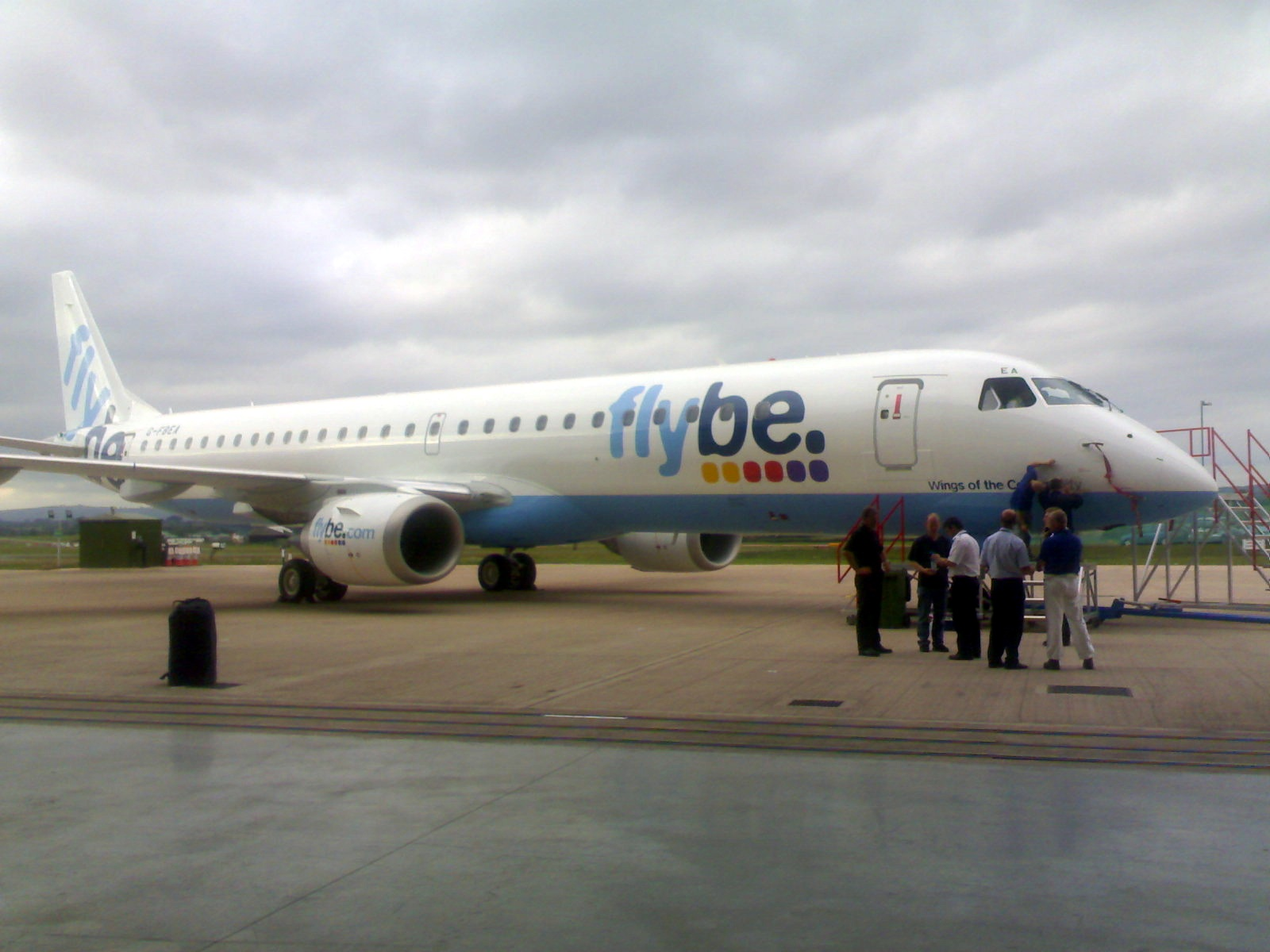
Ein Flugzeug der Flybe am Flughafen

Nach Ende des Krieges wurden am 1. Januar 1947 der Flughafen von der Royal Air Force an das Zivilluftfahrtministerium übergeben. Im selben Jahr fand auch der erste Zivilflug nach dem Krieg am Flughafen statt, jedoch wollte das Geschäft lange nicht in Gang kommen. Erste regelmäßige Linienverbindungen gab es erst im Jahr 1952 wieder, als Jersey Airlines eine Flugverbindung auf die Kanalinsel einrichtete. Ab da wuchs der Zivilluftverkehr am Flughafen stark. Etliche Fluggesellschaften versuchten sich im Flugverkehr nach Exeter. Eine in Exeter beheimatete Fluggesellschaft, die Western Airways, existierte ab 1956, jedoch nicht sonderlich lange. In den nächsten Jahrzehnten wuchsen das Liniennetz und die abfliegenden Fluggesellschaften ab Exeter stetig. Im Jahr 1981 wurde die Start- und Landebahn auf gut 2000 Meter verlängert und renoviert. Zur gleichen Zeit wurden auch ein neues Terminal sowie etliche weitere Neubauten wie zum Beispiel Kontrolltürme oder Feuerwachen errichtet, die sich zum Großteil noch heute in Betrieb befinden. Am zweiten Juni 1999 eröffnete man ein neues Ankunftsgebäude. Kurz darauf eröffnete die Flybe eine Basis am Flughafen, die bis zu ihrer Insolvenz im März 2020 in Betrieb war.

## Anreise
Die Anreise zum Flughafen erfolgt meistens per Privatwagen, Taxi oder Flughafenbus. Der Flughafen liegt an der Autobahn A30 und der Schnellstraße B1384, die den Flughafen mit Exeter und anderen Orten in der Region per Straße gut vernetzen. Da die meisten Fluggäste mit dem Privatwagen anreisen, hat man vor dem Terminal 4 Parkhäuser beziehungsweise Stellflächen für Autos eingerichtet, wovon eine auf Kurzparker und der Rest auf Langzeitparker fokussiert ist. Alle diese Stellplätze sind kostenpflichtig.
Darüber hinaus fährt ein Flughafenbus zum Flughafen. Er wird durch das Busunternehmen Stagecoach betrieben und fährt zwischen der Exeter St. Davids Station und Exmouth beziehungsweise Sidmouth, wobei er jeweils einen Halt am Flughafen einlegt.
Zudem haben sich am Flughafen die beiden Taxibetriebe Corporate Cars und Exeter Airport Taxis niedergelassen sowie die Mietwagenvermieter Avis, Budget, Europcar und Hertz am Flughafen Niederlassungen eröffnet.
Eine Bahnanbindung gibt es zum Flughafen nicht. Man hat jedoch die Möglichkeit, nach Exeter mit der Bahn und von dort weiter mit Taxi oder Shuttlebus zu reisen.

## Zwischenfälle
- Am 17. Juli 1980 fielen bei einer Vickers Viscount 708 der britischen Alidair (Luftfahrzeugkennzeichen G-ARBY) im Anflug auf den Flughafen Exeter kurz nacheinander alle vier Triebwerke aus. Aufgrund schon seit längerer Zeit fehlerhafter Tankanzeigen sowie mangelhafter Tankwagen am Abflugort Flughafen Santander (Spanien) war wesentlich weniger Treibstoff vorhanden gewesen als berechnet. Es gelang dem Kapitän, eine Bruchlandung mit stehenden Triebwerken in offenem Gelände durchzuführen, neun Kilometer vor der Landebahn. Alle 62 Insassen, die vier Besatzungsmitglieder und 58 Passagiere, überlebten. Das 27 Jahre alte Flugzeug wurde zerstört.[15][16]